# Jody Viviani
Jody Viviani (ur. 25 stycznia 1982 w La Ciotat) – francuski piłkarz grający na pozycji bramkarza.

## Kariera klubowa
Viviani wychował się w szkółce piłkarskiej Montpellier HSC. W 2002 roku awansował do kadry pierwszego zespołu i 17 sierpnia tamtego roku zadebiutował w Ligue 1 w przegranym 0:1 domowym meczu z Girondins Bordeaux. Przez pierwsze dwa sezony rywalizował o miejsce w składzie z Rudym Riou i Rémym Vercoutre. W 2004 roku spadł z Montpellier do drugiej ligi i przez rok był pierwszym bramkarzem klubu.
W lipcu 2005 roku Viviani przeszedł na zasadzie wolnego transferu do AS Saint-Étienne. 8 kwietnia 2006 rozegrał swoje pierwsze spotkanie dla drużyny „Zielonych”, zremisowane 0:0 z Girondins Bordeaux. Od czasu transferu do ASSE był rezerwowym dla Jérémiego Janota i przez cztery sezony rozegrał 22 spotkania.
W 2009 roku Viviani odszedł do Grenoble Foot 38.
| Sezon   | Klub             | Kraj    | Rozgrywki | Mecze | Bramki |
| ------- | ---------------- | ------- | --------- | ----- | ------ |
| 2002/03 | Montpellier HSC  | Francja | Ligue 1   | 3     | 0      |
| 2003/04 | Montpellier HSC  | Francja | Ligue 1   | 5     | 0      |
| 2004/05 | Montpellier HSC  | Francja | Ligue 2   | 30    | 0      |
| 2005/06 | AS Saint-Étienne | Francja | Ligue 1   | 1     | 0      |
| 2006/07 | AS Saint-Étienne | Francja | Ligue 1   | 2     | 0      |
| 2007/08 | AS Saint-Étienne | Francja | Ligue 1   | 17    | 0      |
| 2008/09 | AS Saint-Étienne | Francja | Ligue 1   | 12    | 0      |
| 2009/10 | Grenoble Foot 38 | Francja | Ligue 1   | 21    | 0      |
| 2010/11 | Grenoble Foot 38 | Francja | Ligue 2   | 35    | 0      |